# Портрет Моисея Ивановича Карпенко
«Портрет Моисея Ивановича Карпенко» — картина Джорджа Доу и его мастерской, из Военной галереи Зимнего дворца.
Картина представляет собой погрудный портрет генерал-майора Моисея Ивановича Карпенко из состава Военной галереи Зимнего дворца.
К началу Отечественной войны 1812 года полковник Карпенко был шефом 1-го егерского полка, отличился при обороне Смоленска, где был ранен, за отличие в Бородинском сражении, где вновь был ранен, получил чин генерал-майора. Во время Заграничных походов 1813 и 1814 годов сражался против французов в Пруссии, Саксонии, в сражении под Бауценом опять был ранен и оставил армию до конца 1813 года. По возвращении в строй первым переправился через Рейн и затем сражался во Франции.
Изображён в генеральском мундире, введённом для пехотных генералов 7 мая 1817 года. Слева на груди звезда ордена Св. Анны 1-й степени; на шее кресты орденов Св. Георгия 3-го класса и ордена Св. Владимира 2-й степени; по борту мундира крест прусского ордена Красного орла 2-й степени; справа на груди серебряная медаль «В память Отечественной войны 1812 года» на Андреевской ленте и бронзовая дворянская медаль «В память Отечественной войны 1812 года» на Владимирской ленте. С тыльной стороны картины надпись: Karpenko. Подпись на раме с ошибкой в фамилии: М. И. Карпенковъ, Генералъ Маiоръ.

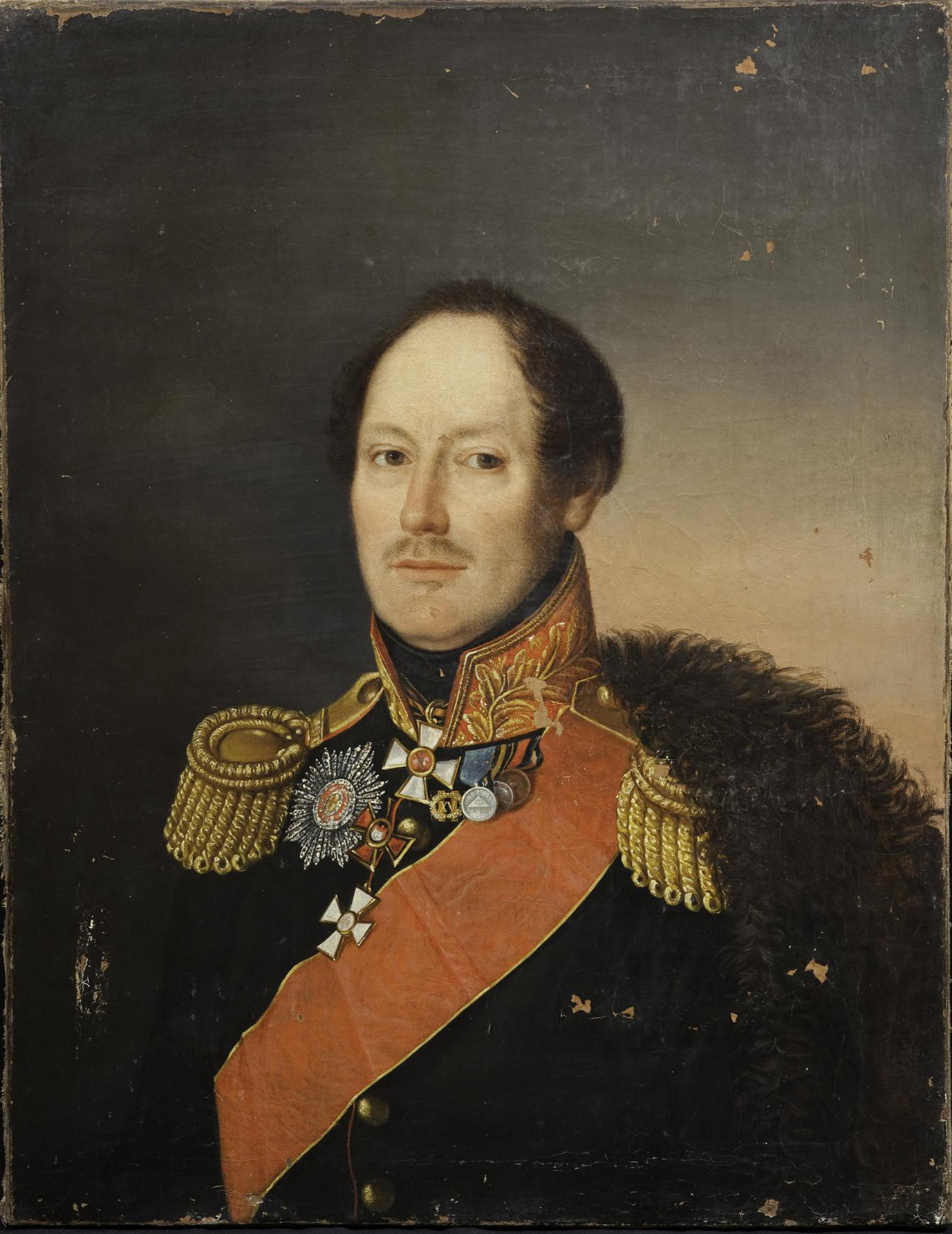
Портрет работы неизвестного художника из ГИМа

7 августа 1820 года Комитетом Главного штаба по аттестации Карпенко был включён в список «генералов, заслуживающих быть написанными в галерею», и 17 октября 1822 года император Александр I приказал написать его портрет. Гонорар Доу был выплачен 24 марта 1825 года и 21 июня 1827 года. Готовый портрет поступил в Эрмитаж 8 июля 1827 года. Предыдущая сдача готовых портретов была 18 октября 1826 года, соответственно картина датируется между этими числами.
В собрании Государственного исторического музея имеется портрет М. И. Карпенко работы неизвестного художника (холст, масло; 89,5 × 62 см; инв. № И I 3831), демонстрирующий явную близость к галерейному портрету. В музее этот холст датируется 1-й четвертью XIX века, однако подобная датировка представляется ошибочной — на груди Карпенко заметны медаль «За взятие Парижа», которой он был награждён 19 марта 1826 года, и знак отличия за XV лет беспорочной службы, полученный им 22 августа 1830 года. Соответственно этот портрет был написан под непосредственным влиянием работы Доу и в период после 1830 года, но до 1845 года, когда Карпенко был награждён орденом Св. Владимира 2-й степени.